# ウォーレン・ベイティ
ウォーレン・ベイティ（Warren Beatty, 本名: Henry Warren Beaty, 1937年3月30日 - ）は、アメリカ合衆国バージニア州リッチモンド出身の映画監督、俳優、舞台俳優、演出家。作家、脚本家でもあり、ヘンリー・W・ベイティの名前でピアニストとしても活躍。映画プロデューサーとしても、数々のヒット作を送り出した。
長らくウォーレン・ビーティーと呼ばれてきたが、1990年『ディック・トレイシー』が公開された時に、本人からの要望で日本の配給会社が、より発音に近いウォーレン・ベイティと呼び方を変更した。ただし、ウォーレン・ビーティー時代の作品の印象が強いため、いまだにビーティーと呼ばれることが多い。日本語では「ビーティ」「ベーティ」とも表記されることがあるが、本人によると正しい発音は「ベイティ」に近いらしく、綴りにtを1つ増やしたのもビーティなどと呼ばれることを避けるためという。

## 来歴
名門の芸能一家で育った。父は音楽家、母も舞台女優であり、姉に女優のシャーリー・マクレーンがいる。幼少期より演劇に親しみ、演劇の他、歌や踊り、楽器などを教えられた。
ベイティはアーリントンのワシントン・リバティー高校(Washington-Liberty High School)ではアメリカンフットボールのスター選手だった。ノースウェスタン大学に通いシグマカイ(Sigma Chi)のメンバーとなる。
ニューヨークに渡りステラ・アドラーに師事。その後、舞台俳優としてキャリアを積む。1950年代にはテレビにも出演をはじめた。
1959年、ブロードウェイからテレビ、映画に本格的に進出。1961年の『草原の輝き』で、名家に生まれ育ちながらも奔放に生きる主人公を闊達と演じ華々しいデビューを飾った。やがて彼は、1967年の『俺たちに明日はない』（Bonnie and Clyde）でスターの座を獲得した。1960年代後半、すでにスターの座にあったベイティだが、キャリアの浮き沈みが激しかったことも事実だった。しかし、実在した犯罪者ボニーとクライドの最期を描いた『俺たちに明日はない』の脚本に心を動かされたベイティは自ら製作を志願。アーサー・ペンを監督に指名して、自らは主役を演じた。折りしも、アメリカン・ニューシネマ・ブームが起こった時代において、この作品は世界から賞賛を浴びる事になり、アカデミー賞にも多数の部門でノミネート。興行的にも大成功を収める。当時の配給会社は、興行成績が上がらないと予想していたため、製作と主演を務めたベイティに、興行収入の40%をギャラとして支払うという破格の契約を交わしていた。そのため、ベイティは一本の作品で一財産を築き上げることに成功した。
1970年代も、鬼才ロバート・アルトマン監督と組み、流れ者から寒村の町の名士になり、やがて没落する主人公ジョン・マケイブを描く西部劇大作『ギャンブラー』や、社会問題をテーマとした作品『パララックス・ビュー』など、異色の主演作品を発表した。一方で、脚本を兼ねたラブコメディ『シャンプー』や、初監督作品のファンタジードラマ『天国から来たチャンピオン』等を成功させるなど、演技のみに留まらぬ多才な手腕を発揮。これら2作品でアカデミー賞にも複数の部門でノミネートされた。
1981年、ロシア革命を克明に記録した『世界をゆるがした十日間』の著者ジョン・リードの生涯を描いた歴史大作『レッズ』で、アカデミー監督賞を受賞。実際にジョン・リードを知る在米有識者を取材、この時の回想コメントをドキュメンタリー式に劇中に織り込みながら、資本主義国家に戦いを挑む共産主義者の立場を詳細に描写。こうした画期的な手法を見せたほか、この作品では脚本、製作を兼ね、自らもリードになりきった演技を披露している。
かねて1970年代より政治的な発言が公式に増えたベイティだが、この作品を契機に完全な「リベラル派」（もしくは左派）として広く認知されてゆくことになる。
ほか1990年『ディック・トレイシー』でのコミックヒーロー、1991年の『バグジー』で世界有数の歓楽街ラスベガスの礎を築いた実在人物ベンジャミン・シーゲル役、1994年の名作同名作品のリメイク『めぐり逢い』なども、すべて主演を務めながら自ら製作を兼ねた作品でありヒット作となった。
なお、2002年にはテレビシリーズ『刑事コロンボ』の新作でのゲスト犯人役として、翌年にはクエンティン・タランティーノ監督の異色アクション映画『キル・ビル』への主演が決まりかけていたが結局いずれも実現しなかった。『キル・ビル』は、続編も含め彼の替わりにデビッド・キャラダインがキャスティングされた。

## 私生活

### 政治活動
作品でも政治的、社会的な思想の影響が反映されているが、ベイティの名を広く知らしめたのは政治的な活動である。民主党を支持しており、公でもリベラル派を意識した発言が目立つ一方で、ビル・クリントン大統領の後任候補を決める大統領選挙に民主党候補として出馬を模索するなど、話題となる行動を常に繰り返した。映画において、そうした合衆国の政治情勢を痛烈に皮肉った1998年の監督・主演作『ブルワース』が、彼の意識を物語っている。カリフォルニア州知事選の民主党候補との噂もあった。

### プレイボーイ
映画でのヒットの陰で、彼の女性遍歴もまた華やかさを極めた。その相手のほとんどが共演した女優たちであり、デビュー作で悲恋を演じたナタリー・ウッドとプライベートで交際したり、『ギャンブラー』で共演したジュリー・クリスティ、『レッズ』で共演したダイアン・キートンらと相次いで浮名を流したりするなどの噂も絶えなかったが、いずれも交際のみで、婚約までには至らなかった。他にも噂となった相手はフランス映画界の有名女優であるイザベル・アジャーニからマドンナまで、そうそうたる顔ぶれでゴシップの材料にされた（他にはレスリー・キャロン、キャリー・フィッシャー、カトリーヌ・ドヌーヴ、フェイ・ダナウェイ、ダリル・ハンナ、メラニー・グリフィス、バーバラ・ハーシー、ジョーン・コリンズ、ウルスラ・アンドレス、マリア・カラス、ジャクリーン・ケネディ）。
姉のシャーリー・マクレーンは、こうしたベイティの私生活に対して諌める発言をしたといわれている。これが功を奏したか否か、1992年、交際中の女優アネット・ベニングとの間に女児ができ、同年に結婚。2年後には男児が誕生。2児の父となった後はスキャンダラスな話題は浮上していない。いまでは4人の子供がいる。

## その他
- 1968年（昭和43年）3月に来日している。また1980年代にも『レッズ』の前宣伝で1982年（昭和57年）4月に、空港で記者団に1981年度アカデミー賞最優秀監督賞の感想を聞かれると「ベリーナイス」とのみ答えた。当時の恋人と噂されたダイアン・キートンに話が及ぶと沈黙。テレビ、雑誌、新聞の各単独記者会見でもノーコメントが多かった。

## 主な出演作品
| 公開年 | 邦題 原題                                    | 役名                           | 備考                                           |
| ------ | -------------------------------------------- | ------------------------------ | ---------------------------------------------- |
| 1961   | 草原の輝き Splendor in the Grass             | バッド・スタンパー             |                                                |
| 1961   | ローマの哀愁 The Roman Spring of Mrs.Stone   | パオロ・ディ・レオ             |                                                |
| 1964   | リリス Lilith                                | ヴィンセント・ブルース         |                                                |
| 1965   | ミッキー・ワン Mickey One                    | ミッキー・ワン                 |                                                |
| 1965   | のぞき Promise Her Anything                  | ハーレイ・ルメル               |                                                |
| 1966   | カレードマン/大胆不敵 Kaleidoscope           | バーニー・リンカーン           |                                                |
| 1967   | 俺たちに明日はない Bonnie and Clyde          | クライド・バロウ               | 兼製作                                         |
| 1970   | この愛にすべてを The Only Game in Town       | ジョー・グレイディ             |                                                |
| 1971   | バンクジャック $[Dollars]                    | ジョー・コリンズ               |                                                |
| 1971   | ギャンブラー McCabe & Mrs. Miller            | ジョン・マッケイブ             |                                                |
| 1974   | パララックス・ビュー The Parallax View       | ジョー・フレイディ             |                                                |
| 1975   | シャンプー Shampoo                           | ジョージ                       | 兼製作・脚本                                   |
| 1975   | おかしなレディ・キラー The Fortune           | ニッキー・ウィルソン           |                                                |
| 1978   | 天国から来たチャンピオン Heaven can Wait     | ジョー・ペンドルトン           | 兼監督・製作・脚本                             |
| 1981   | レッズ Reds                                  | ジョン・リード                 | 兼監督・製作・脚本、第54回アカデミー監督賞受賞 |
| 1987   | イシュタール Ishtar                          | ライル・ロジャース             | 兼製作                                         |
| 1990   | ディック・トレイシー Dick Tracy              | ディック・トレイシー           | 兼監督・製作                                   |
| 1991   | バグジー Bugsy                               | ベンジャミン・シーゲル         | 兼製作                                         |
| 1991   | イン・ベッド・ウィズ・マドンナ Truth or Dare |                                | カメオ出演                                     |
| 1994   | めぐり逢い Love Affair                       | マイク・ギャンブリル           | 兼製作・脚本                                   |
| 1998   | ブルワース Bulworth                          | ジェイ・ブリントン・ブルワース | 兼監督・製作・脚本                             |
| 2002   | フォルテ Town & Country                      | ポーター                       |                                                |
| 2016   | ハリウッド・スキャンダル Rules Don't Apply   | ハワード・ヒューズ             | 兼監督・製作・脚本                             |

## 関連人物
- シャーリー・マクレーン
- アネット・ベニング
- サチ・パーカー
- ダイアン・キートン
- イザベル・アジャーニ
- マドンナ
- ジュリー・クリスティ
- ナタリー・ウッド
- レスリー・キャロン
- ジョーン・コリンズ